# Nationale Taras-Schewtschenko-Universität Kiew

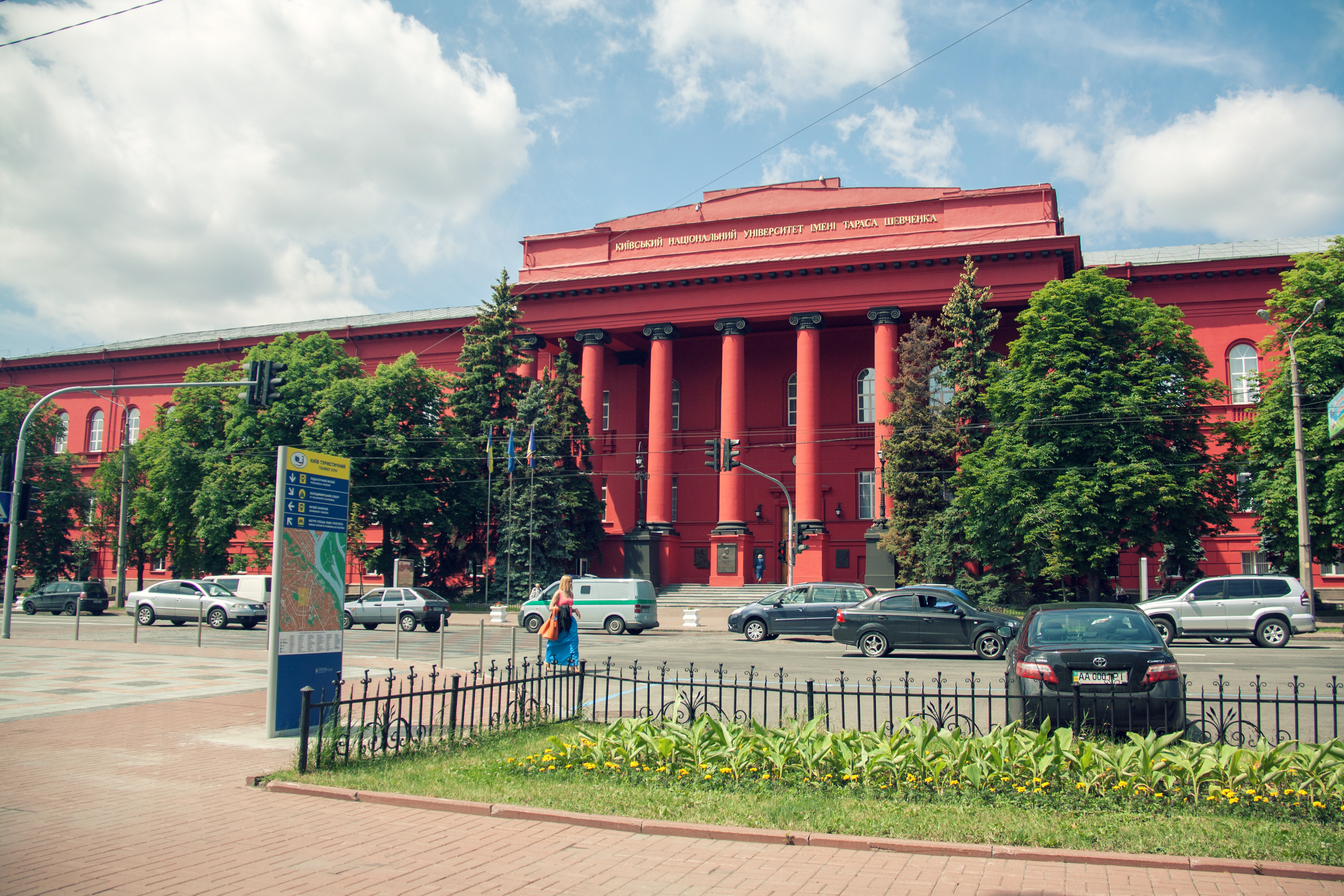
Hauptgebäude – Rotes Universitätsgebäude der Taras-Schewtschenko-Universität (erbaut von Vincent Beretti 1837–1843) an der Wolodymyrska-Straße

Die Nationale Universität Kiew „Taras Schewtschenko“ (ukrainisch Київський національний університет імені Тараса Шевченка) ist die Universität der ukrainischen Hauptstadt Kiew.
Die nach dem ukrainischen Nationaldichter Taras Schewtschenko benannte Universität wurde 1833 als St.-Wladimir-Universität gegründet und hat zurzeit etwa 20.000 Studierende. Die Einrichtungen der Universität sind in der Innenstadt und auf dem Campus im Süden der Stadt verteilt. Um den Campus herum ist das so genannte Studentenstädtchen mit zahlreichen Wohnheimen lokalisiert. Die meisten Studiengänge werden auf Ukrainisch abgehalten. Rektor der Universität ist seit 2021, in Nachfolge von Leonid Huberskyj, der die Universität zwischen 2008 und 2021 leitete, Wolodymyr Buhrow.

## Geschichte
Die Universität wurde zur Russifizierung der Polnisch sprechenden Bevölkerungsschichten auf Anweisung des russischen Kaisers Nikolaus I. und nach Erlass des Erziehungsministers Sergei S. Uwarow vom 8. November 1833 als St.-Wladimir-Universität gegründet. Die feierliche Eröffnung fand am 15. Juli 1834 statt, woraufhin die ersten 62 Studenten für eine Studiendauer von vier Jahren ihr Studium begannen.
Die Bibliothek sowie die erste technische Ausstattung der Universität stammte aus dem, im Zuge des polnischen Novemberaufstandes, 1831 geschlossenen Lyzeum der westukrainischen Stadt Kremenez. Darüber hinaus kamen zahlreiche Professoren vom Lyceum Kremenez an die neugegründete Universität.
Neben diesen hatte die russische Regierung mehrere Professoren aus den Ostseeprovinzen, insbesondere aus der Kaiserlichen Universität Dorpat, nach Kiew eingeladen. Aufgrund der 30 Professoren deutscher Herkunft, die zu Anfang an der Universität lehrten und die Universität zudem auf einem aus Deutschland übernommenen Bildungssystem basierte, hatte sie seit dem Beginn der Lehrtätigkeit im Jahre 1834 einen sehr starken deutschen Einfluss.
Zunächst gab es lediglich eine philosophische Fakultät mit zwei Abteilungen für Philologie sowie Physik und Mathematik und bis zur Oktoberrevolution gab es eine katholische und eine orthodoxe Kapelle. Die Rechtsfakultät wurde 1835 und die Medizinische Fakultät 1841 gegründet. Sie basierte auf der geschlossenen Medizinischen Fakultät der Universität Wilna. Die Studienkosten der grundsätzlich kostenpflichtigen Hochschule konnte umgehen, wer sich verpflichtete, nach einem kostenlosen Studium 6 Jahre als Lehrer oder öffentlich Bediensteter zu arbeiten.
Nach einer Umbenennung zwischen 1920 und 1932 hieß die Universität Kiewer Institut für nationale Bildung Mychajlo Petrowytsch Drahomanow, danach Kiewer Staatliche Universität und seit 1939 ist sie nach Taras Schewtschenko benannt.

## Institute und Fakultäten
Die Nationale Taras-Schewtschenko-Universität Kiew ist ein Bildungs- und Wissenschaftskomplex, welcher vereinigt:
- 16 Fakultäten: für Philosophie, Psychologie, Rechtswissenschaften, Geschichtswissenschaften, Biologie, Geographie, Geologie, Wirtschaftswissenschaften, Kybernetik, Mechanik und Mathematik, Vorstudienfakultät (Vorbereitung v. a. ausländischer Anwärter auf das Studium), Radiophysik, Soziologie, Physik, Chemie, Informationstechnik;
- 6 Bildungsinstitute: für Journalistik, internationale Beziehungen, Philologie, Militärwissenschaft, Postdiploma Education, Hochtechnologie;
- Zentrum für die Vorbereitung und Weiterbildung der ausländischen Bürger,
- Zentrum für die ukrainische Landeskunde,
- Wissenschafts- und Forschungsinstitut für Physiologie,
- den botanischen Garten,
- das zoologische Museum,
- die wissenschaftliche Bibliothek,
- Informations- und  Rechenzentrum,
- Sternwarte, (Beobachtungsstation Lisnyky)
- Verlags- und Polygraphiezentrum,
- den Staatlichen Naturschutzpark von Kaniw.

Die Universität ist der Mitgründer von 3 Instituten und 2 Kollegs. In diesen Strukturen studieren mehr als 30 Tausend Studenten.
An der Universität werden Fachleute in 31 Teilgebieten und in 81 Natur-, Sozial- und Geisteswissenschaftsfächern vorbereitet und weitergebildet. Die Spezialisierung erfolgt nach dem folgenden Gradsystem: Bachelor 4 Jahre, Spezialist 1 Jahr oder Magister 1,5–2 Jahre.
Den jährlichen Wettbewerb um Studienplätze an der Universität machen 3 Personen pro Bewerbungsstelle und an einzelnen Fakultäten 6–11 Personen aus. Das spricht für das hohe Niveau der Universität.
An der Universität arbeiten mehr als 2000 wissenschaftliche, pädagogische und mehr als 1000 wissenschaftliche Mitarbeiter an den 160 Lehrstühlen. Mehr als 72 % der Dozenten besitzen einen akademischen Grad, insbesondere 18,25 % (371) Dozenten sind Inhaber des Doktortitels und Professoren; 12 sind Akademiemitglieder und 19 korrespondierende Mitglieder der staatlichen Akademien. Jedes Jahr werden Monographien, Lehrbücher, Bildungshilfsmittel und wissenschaftliche Artikel von Wissenschaftlern und Dozenten einschließlich im Ausland und in Fachauflagen aufgelegt.

## Campus und Gebäude
Die Universitätsgebäude befanden sich nach der Gründung im Stadtbezirk Petschersk. Jetzt befindet sich das Hauptgebäude der Universität (1837–1842 gebaut, Architekt V. Beretti) in der Wolodymyrska-Straße 60, einzelne geisteswissenschaftliche Fakultäten sind in dem Taras-Schewtschenko-Boulevard 14 (das ehemalige erste Gymnasium, O. Beretti). Die Anzahl von Fakultäten ist in der Prospekt Akademika Glushkova 6 (1954–70, W. Ladnij, W. Kolomiets, Ingenieur W. Driso) und in der Wasilkiwska-Straße 90; die Bibliothek (1939, W. Osmak, P. Aljoschin) und das Rektorat der Universität (1840er Jahre) sind in der Wolodymyrska-Straße 58 und 64 zu finden.

### Das „Rote Gebäude“
Das Hauptgebäude („Rotes Gebäude“) der Universität (Wolodymyrska-Straße 60) wurde 1837 bis 1842 in der Form des Klassizismus nach dem Entwurf von V. Beretti errichtet. Es ist ein riesiges geschlossenes Gebäude mit einem Lichthof, die Länge der Fassade beträgt 145,68 m.
 Die Mauern des Gebäudes sind rot gefärbt, Fußpunkte aus Gusseisen und Kapitelle der Säulen sind schwarz. Das entspricht den Farben des Ordensbandes des Sankt-Wladimir-Ordens (wurde im Jahre 1782 gegründet), dessen Namen die Universität trug. Die Ordensdevise „Nutzen, Ehre und Ruhm“ (lat. „Utilitas, Honor et Gloria“), war auch das Motto der Universität.
Auf der Fassade des Hauptgebäudes sind Gedenktafeln zu Ehren den Lektoren, Studenten und T. Schewtschenko angebracht und eine Gedenktafel für den Stab des Jägerbataillons. Auf der Fassade des geisteswissenschaftlichen Gebäudes befindet sich die Gedenktafel zu Ehren von N. Pirogow.
Das auf dem oberen Plateau des Hügels errichtete Gebäude der Universität hat auf Gestaltung der Landschaft Kiews im 19. Jh. einen bedeutenden Einfluss ausgeübt.

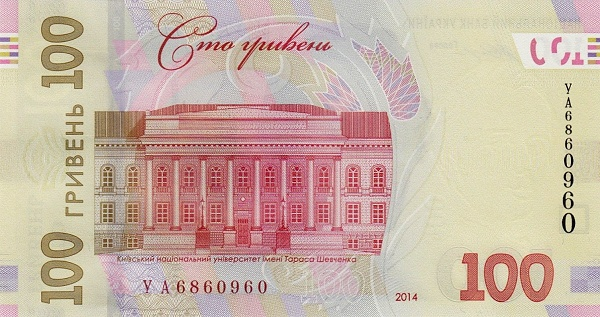
100-Hrywen-Schein, 2014

### Das „Gelbe Gebäude“

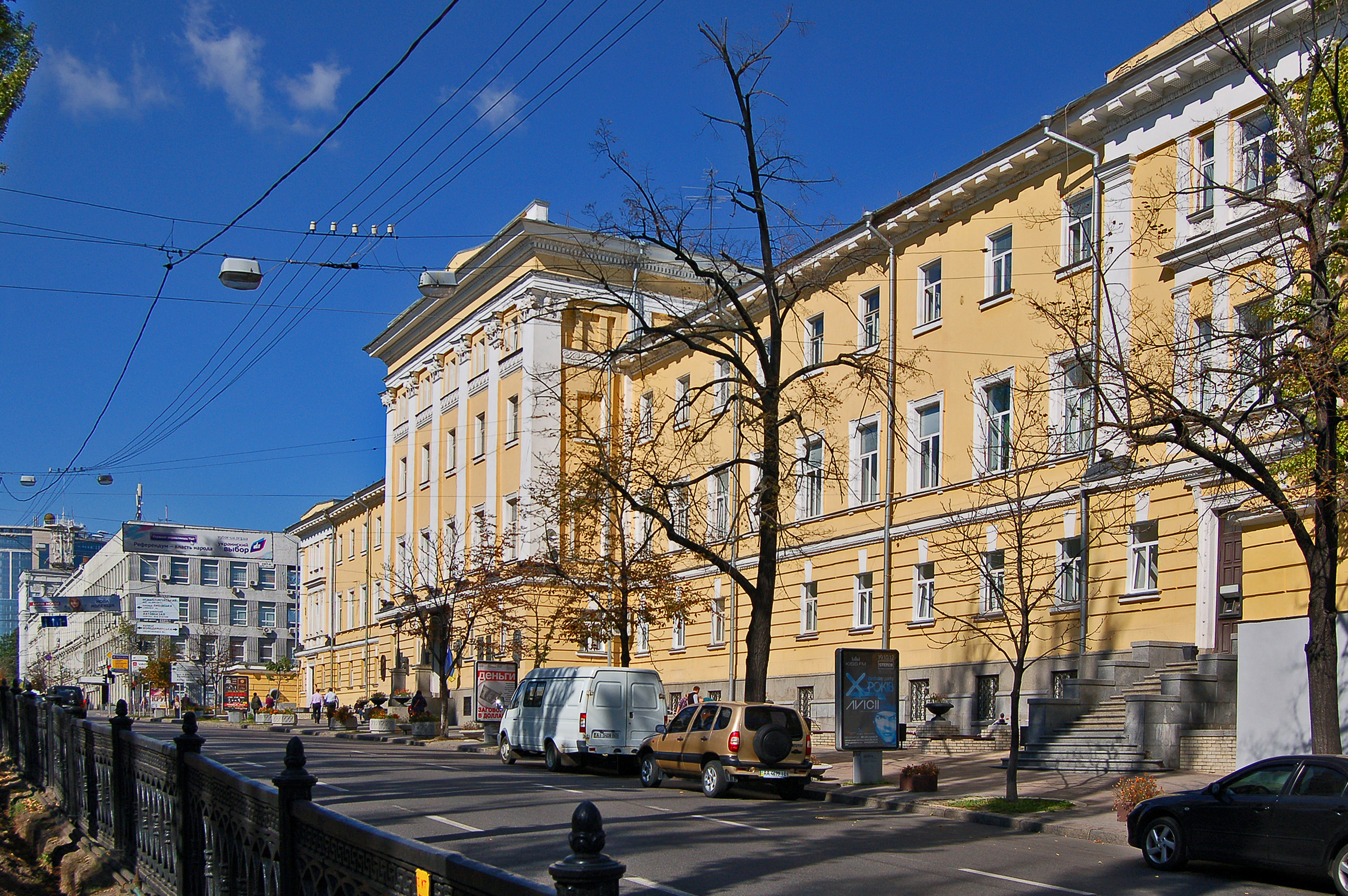
„Gelbes Gebäude“ auf dem Taras-Schewtschenko-Boulevard 14

Das geisteswissenschaftliche Gebäude (sogenanntes „gelbes Gebäude“) der Universität (Taras-Schewtschenko-Boulevard 14) wurde im Jahre 1850–52 in der Form des Klassizismus nach dem Entwurf von Alexander Beretti (1816–95), dem Sohn von V. Beretti, (der Autor des Hauptgebäudenentwurfs) errichtet. Das Gebäude gehörte dem 1. Gymnasium. Dort unterrichteten die hervorragenden Historiker M. Berlinslij und M. Kostomarov, unter den Alumnen waren die Maler N. Ge und W. Lewandowskij, der Historiker N. Zakrewskij, der Ökonom N. Bunge, der Dichter M. Gerbel, der Bildhauer P. Sabello, die Schriftsteller M. Bulgakow und K. Paustowskij, zukünftige Akademiemitglieder Je. Tarle und O. Bogomoletz, A. Lunatscharskij.
Im Jahre 1919 wohnte in diesem Gymnasium der erste Präsident der Nationalen Akademie der Wissenschaften der Ukraine der Akademiemitglied W. Wernadski. Seit 1959 ist das ein Universitätsgebäude.

## Rankings und akademische Reputation
Im QS World University Rankings 2014 wird die Universität Kiew zu den besten 421–430 Universitäten der Welt gerechnet, was höher als bei anderen ukrainischen Hochschulinstitutionen ist. Das Ergebnis 2013 war bei 441–450 und 2012 bei 501–550.
Die Universität Kiew nahm im Jahre 2009 den ersten Platz unter einer Anzahl von 234 ukrainischen Hochschulen in der gesamtnationalen Liste der besten ukrainischen Lehrinstitutionen ein. Die Liste erhielt den Namen Kompas-2009 und wurde gemeinsam von der ukrainischen Zeitschrift Korrespondent und von der System Capital Management Gesellschaft mit Unterstützung der Weltbank zusammengestellt. Dabei bezog man sich aber auf die Meinung der Arbeitgeber, Hochschulabsolventen und Experten.
Im Webometrics Ranking of World Universities 2009 war die Kiewer Nationale Taras-Schewtschenko-Universität die einzige ukrainische Hochschule, die unter den 100 besten Universitäten Zentral – und Osteuropas den 67. Platz in der Liste einnahm. Als Rating-Kriterium wurde dabei die Zahl der Erwähnungen der Universität im Internet genommen. Nach demselben Kriterium wurde die Kiewer Nationale Taras-Schewtschenko-Universität auf den 1. Platz in der Liste der prestigeträchtigen Hochschulen der Ukraine und den 1346. Platz unter den 6000 besten Universitäten der Welt gewählt.
Nach den Überwachungsangaben der wissenschaftlichen Institutionen und Hochschulen von 15. Januar 2009 nahm die Kiewer Nationale Taras-Schewtschenko-Universität den ersten Platz in der Liste von 75 ukrainischen Hochschulen nach dem Kriterium der Zitierungsstatistik sämtlicher Publikationen der Universitätswissenschaftler ein. Die Anzahl der Zitierungen in SCOPUS (eine wissenschaftliche Datenbank) ist wie folgt: 1. Kiewer Nationale Taras-Schewtschenko-Universität 7294/14695.
Laut dem im Jahre 2008 landesweit zusammengestellten Rating Kompas (als Basis diente dafür die Meinung der Arbeitgeber über die Entsprechung der Absolventenkenntnisse den Arbeitsmarktanfragen) nahm die Universität wieder den ersten Platz unter 228 möglichen Hochschulen ein.
Laut der Universitätsliste der Wochenzeitung Dzerkalo 2007 nahm die Kiewer Nationale Taras-Schewtschenko-Universität den 1. Platz unter 200 ukrainischen Hochschulen aller Eigentumsformen ein.
Im Jahre 2005 nahm die Universität den ersten Platz in der Liste von Korrespondent.net unter dem Namen die beste Hochschule der Ukraine nach der Meinung der Arbeitgeber ein.
In der Sowjetunion bildete die Kiewer Staatsuniversität zusammen mit den Universitäten Moskau und St. Petersburg den Dreier der besten Universitäten des Landes.
Am 26. April 1984 erhielt die Universität den Orden für die hervorragenden Erfolge im Bereich Entwicklung der Volkswirtschaft, Wissenschaft und Kultur zu Ehren des eigenen 150. Jubiläumstags.

## Rektoren
Der erste Rektor der Universität war der Botaniker Mychajlo Maxymowytsch, der das Amt von Juli 1834 bis Dezember 1835 innehatte. Sein Nachfolger war bis April 1837 der Historiker Wolodymyr Zych. Weitere bekannte Rektoren waren Konstantin Newolin (Mai 1837 – Februar 1843), Ernst Rudolph von Trautvetter (Juni 1847 – Mai 1859), Oleksandr Matwjejew (September 1865 – Mai 1871, Mai 1875 – September 1878), Nikolai Bunge (Mai 1859 – Februar 1862, Mai 1871 – Mai 1875, September 1878 – März 1880), Mykola Iwanyschew (März 1862 – Februar 1865), Konstantin Feofilaktow (1880–1881) und Nikolai Rennenkampff (März 1883 – August 1890). Der aktuelle Rektor ist seit 2021 der Philosoph Wolodymyr Buhrow.

## Bekannte Doktoren und Alumni
Die Professoren und Lehrer der Kiewer Universität leisteten einen wichtigen Beitrag für die Entwicklung der Wissenschaft und der gesellschaftspolitischen Meinung. Eine Reihe von hervorragenden Wissenschaftlern und Kulturschaffenden hat die Kiewer Universität abgeschlossen:
- Astronomen: M. Chandrikow, W. Fjodorow, P. Romantschuk, M. Steschenko, S. Wsechswjatskyj;

- Biochemiker: O. Palladin, D. Ferdman;

- Biologen: B. Balinsky

- Botaniker: A. Andrzejowski, J. Schmalhausen, S. Nawaschin, K. Purijewytsch, A. Fomin, N. Cholodny;

- Chemiker: N. A. Bunge, N. N. Bunge, A. Dumanski, A. Eltekow, S. Reformatskyj, A. Babko,  A. Pylypenko, A. Kiprianow, W. Skopenko;

- Geologen: M. Andrusow, K. Feofilaktow, E. Hofmann, P. Tutkowskyj, M. Tolstoi;

- Historiker und Philologen: W. Antonowytsch, A. Belezki, L. Berkut, W. Bilbassow, L. Bulachowskyj, M. Drahomanow, M. Hrunskyj, M. Hruschewskyj, O. Hruschewskyj, W. Ikonnykow, N. Kostomarov, A. Krymskyj, B. Kurz,  A. Kyrydon, A. Loboda, I. Lutschytskyj, M. Maxymowytsch, N. Mirsa-Awakjanz, A. Narotschnizki, S. Pawlytschko, W. Peretz, N. Polonska-Wassylenko, W. Posnjak, F. Suschyzkyj, Je. Tarle, M. Tschmychow;

- Ingenieure: I. Schtajerman;

- Journalisten: O. Herassymjuk, J. Horban, J. Makarow, J. Mostowa, O. Tkatschenko, W. Weremij;

- Juristen: I. Andrejewski, I. Danylowytsch, Gustav Eismann, O. Huljajew, M. Iwanyschew, S. Jazenko, I. Kistjakiwskyj, L. Bilohryz-Kotljarewskyj, F. Leontowytsch, I. Malynowskyj, H. Matwjejew, P. Matyschewskyj, K. Mitjukow, K. Newolin, O. Romanowytsch–Slawatynskyi, M. Wladimirski-Budanow, A. Wjaslow, H. Wronska;

- Komponisten: M. Lyssenko, L. Rewutskyi, M. Sawadskyj;
- Kunsthistoriker: D. Horbatschow

- Künstler: L. Beresnyzka, N. Sajenko, T. Tomenko;

- Kybernetiker: W. Gluschkow, I. Ljaschko, A. Stohnij;

- Mathematiker: N. Bogoljubow, W. Borok, N. Bubnow, B. Gnedenko, D. Grawe, M. Jadrenko, W. Jermakow, H. Pfejffer, L. Pljuschtsch, I. Rachmaninow, A. Samoilenko, O. Scharkowskyj, A. Skorochod, M. Wjasowska;

- Mediziner: W. Becker, W. Betz, M. Bruker, K. Heubel, T. Janowskyj, W. Karawajew, F. Mering, W. Obraszow, W. Pidwyssozkyj, J. Rustyzkyj, I. Sabanejew, K. Sapjeschko, I. Sikorskyj, N. Sklifossowski, M. Straschesko, M. Stukowenkow, A. Walter, F. Zyzurin;

- Persönlichkeiten des öffentlichen Lebens und Politiker: L. Palamartschuk, J. Pronjuk, W. Bilozerskyi, N. Bunge, P. Axelrod, M. Michnowskyj, W. Wynnytschenko, M. Urizki, I. Ohijenko, W. Schulgin, H. Udowenko, L. Krawtschuk, A. Slenko, W. Tschornowil, M. Saakaschwili, W. Brjuchowezkyj, W. Lytwyn, L. Tschernowetskyj, D. Tabatschnyk, M. Tomenko, W. Sadowskyj, W. Schewtschenko, A. Schewtschenko, O. Rybatschuk, O. Kartunow, M. Pohrebynskyi, W. Kyrylenko, I. Klympusch-Zynzadse, A. Mychajlowa, E. Dschaparowa;

- Philosophen: M. Aldanow, W. Andruschtschenko, W. Asmus, N. Berdjajew, W. Horskyj, O. Chomytsch, O. Sabuschko, S. Krymskyj, M. Popowytsch, P. Kopnin, G. Tschelpanow, L. Schestow, W. Schynkaruk;

- Physiker: A. Aleksandrow, M. Awenarius, W. Barjachtar, M. Bogoljubow, I. Dykman, I. Horban, J. Kossonohow, G. de Metz, S. Pekar, M. Schiller, O. Sytenko, W. Woronzow;

- Schriftsteller und Dichter: J. Bedsyk, M. Bulgakow, M. Dmyrtenko, M. Draj–Chmara, P. Fylypowytsch, J. Iwaszkiewicz, J. Klen, J. Kononenko, O. Kornijtschuk, I. Kowalenko, J. Muschketyk, B. Olijnyk, M. Orest, T. Osmatschka, K. Paustowskij, W. Petrow, W. Poloschij, M. Rylskyj, O. Sabuschko, W. Samijlenko, M. Serow, M. Staryzkyj, A. Swydnytskyj;

- Volkskundler: M. Dmytrenko;

- Wirtschaftswissenschaftler: A. Antonowitsch, I. Jehorow, S. Motschernyj, N. Sieber, H. Zechanowezkyj, M. Zytowytsch;

- Zoologen: M. Bobrezkyj, K. Kessler, O. Kistjakiwskyj, A. Korotnew, A. Kowalevskyj, A. Sewerzow;